# Czaszka (wieś)
Czaszka (mac. Чашка) – wieś w centralnej Macedonii Północnej. Ośrodek administracyjny gminy Czaszka. W 2002 roku 96,87% mieszkańców stanowili Macedończycy, 2,99% – Serbowie, 0,14% – pozostali.